# Ards Football Club
L'Ards Football Club és un club de futbol nord-irlandès de la ciutat de Newtownards.

## Història
El club va ser fundat l'any 1902 a la ciutat de Newtownards, Tot i que actualment juga els seus partits a l'estadi Clandeboye Park de Bangor, que comparteix amb el Bangor FC, els seus màxims rivals. Aquest fet és causat per una crisi econòmica que patí l'equip i que l'obligà a vendre el seu estadi, Castlereagh Park. En el futur es té previst la construcció d'un nou estadi a la ciutat.

## Palmarès
- Lliga nord irlandesa de futbol: 1
  - 1957-58
- Copa nord irlandesa de futbol: 4
  - 1926-27, 1951-52, 1968-69, 1973-74
- Copa de la Lliga nord irlandesa de futbol: 1
  - 1994-95
- Lliga nord irlandesa-First Division: 1
  - 2000-01
- County Antrim Shield: 3
  - 1955/56, 1971/72, 1993/94
- Gold Cup: 2